# Gustaf af Sillén (ämbetsman)
Gustaf Otto Probus af Sillén, född den 4 januari 1817 i Stockholm, död den 27 oktober 1859 på Stora Frösunda i Solna socken, Stockholms län, var en svensk ämbetsman. Han var far till Herman och Josef af Sillén samt farfar till Gunnar och Ivar af Sillén.
af Sillén blev student vid Uppsala universitet 1836 och avlade hovrättsexamen där 1839. Han blev auskultant i Svea hovrätt
sistnämnda år, vice notarie där 1841, vice häradshövding 1843, kopist i Justitierevisionsexpeditionen 1849 och landssekreterare i Stockholms län 1851. af Sillén vilar på Solna kyrkogård.